# Luis Alberto Lacalle Pou
Luis Alberto Aparicio Alejandro Lacalle Pou, född 11 augusti 1973 i Montevideo i Uruguay, är en uruguayansk politiker och advokat. Han vann 2019 års uruguayanska presidentval och var Uruguays president mellan den 1 mars 2020 till den 1 mars 2025.
Under åren 2011 var han ledamot av Uruguays parlament.
Hans far Luis Alberto Lacalle var Uruguays president 1990–1995.